# Ideo Stefani
Ideo Stefani, noto anche con il nome Carlo (Bagnolo in Piano, 20 marzo 1932 – Reggio Emilia, 13 dicembre 2017), è stato un calciatore italiano.

## Carriera
Portiere dotato di buone capacità, crebbe nella Scandianese, nella Bagnolese e nel Genoa, per poi esordire in prima squadra con il Venezia 1951-52, disputando un buon torneo di Serie B. Debuttò in Serie A con l'Atalanta, e in questo periodo disputò anche 5 gare con la Nazionale Under-21.
Nel 1955 si trasferì all'Alessandria, con cui ottenne una promozione in Serie A nel 1956-57 e disputò tre stagioni in massima categoria. Dopo sei annate tra i grigi, andò a chiudere la sua carriera nel Grosseto, con cui disputò 28 partite in Serie C.
In seguito divenne apprezzato imprenditore nel settore dell'abbigliamento avviando e gestendo diversi negozi e boutiques nel centro di Reggio Emilia. Muore a Reggio Emilia nel dicembre 2017.